# Potsdamer Abkommen

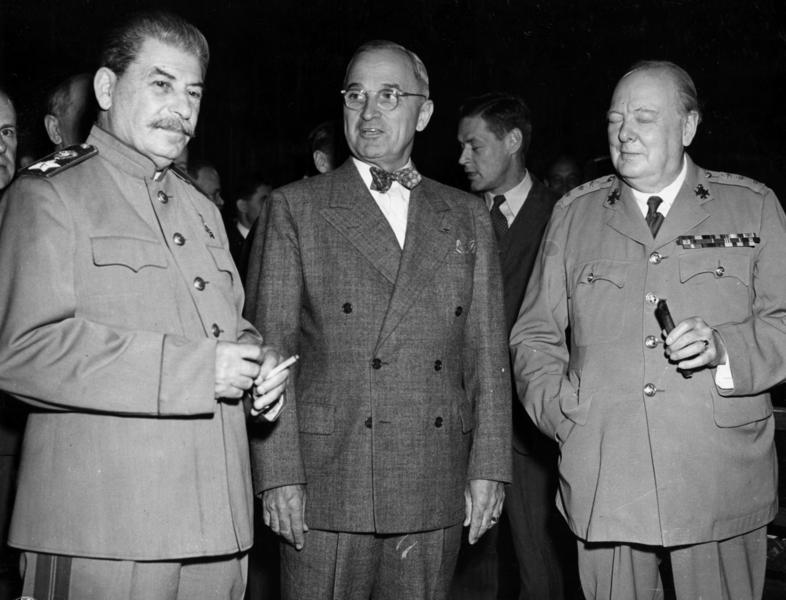
Josef Stalin, Harry S. Truman und Winston Churchill kurz vor der Eröffnung der Potsdamer Konferenz

Als Potsdamer Abkommen werden die auf der Potsdamer Konferenz auf Schloss Cecilienhof in Potsdam nach Ende des Zweiten Weltkrieges in Europa (VE-Day) getroffenen Vereinbarungen und Beschlüsse bezeichnet, die in einem Kommuniqué vom 2. August 1945 veröffentlicht wurden. Auf der Konferenz wurden hierzu unter anderem die von Deutschland zu entrichtenden Reparationen, die politische und geografische Neuordnung Deutschlands, seine Entmilitarisierung und der Umgang mit deutschen Kriegsverbrechern verhandelt und am 1. August 1945 festgeschrieben.
Teilnehmer dieser Konferenz waren die Regierungschefs der drei Hauptsiegermächte, also die Sowjetunion, die Vereinigten Staaten von Amerika und das Vereinigte Königreich von Großbritannien und Nordirland, und deren Außenminister. Die teilnehmenden Staats- und Regierungschefs waren anfangs Josef Stalin (Sowjetunion), Harry S. Truman (Vereinigte Staaten) und Winston Churchill (Vereinigtes Königreich). Nach der verlorenen Unterhauswahl kam am 28. Juli statt Churchill der neue Premierminister Clement Attlee in die Konferenz.
Der Wert dieser Vereinbarungen besteht darin, dass hierdurch einerseits eine Gesamtverantwortung der Hauptsiegermächte des Zweiten Weltkriegs (die Vier Mächte) für Gesamtdeutschland festgestellt wurde, andererseits vereinbart wurde, dass in Deutschland demokratische politische Parteien und Gewerkschaften von den Besatzungsbehörden zu gestatten waren.
Die Geltung des Potsdamer Abkommens wie auch sämtlicher anderer auf alliierte „Rechte und Verantwortlichkeiten in bezug auf Berlin und Deutschland als Ganzes“ abzielender „vierseitiger Vereinbarungen, Beschlüsse und Praktiken“ wurde durch den Zwei-plus-Vier-Vertrag beendet.

## Protokoll und Kommuniqué

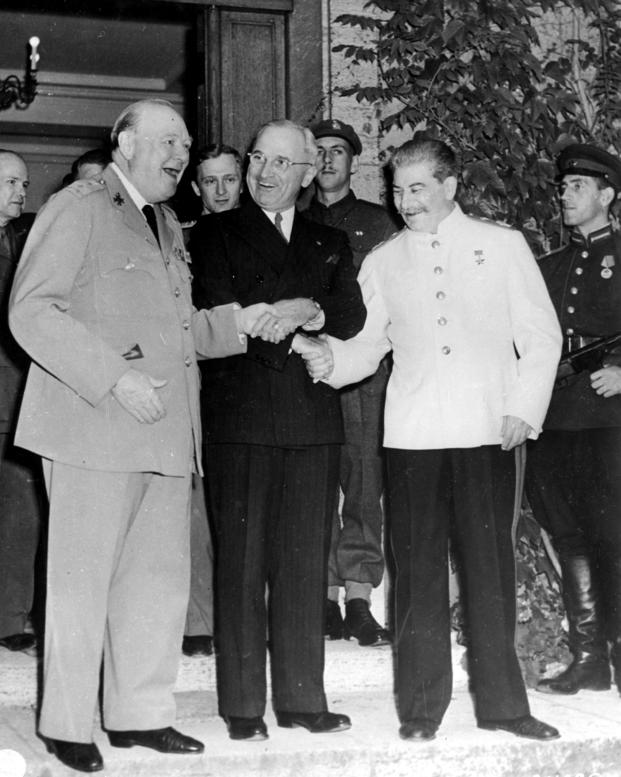
Winston Churchill, Harry S. Truman, Josef Stalin

Das Treffen in Potsdam fand unter Ausschluss der Öffentlichkeit statt, die Presse war nicht zugelassen. Am 1. August 1945 wurde das Abschlussprotokoll der Konferenz (Protocol of the Proceedings of the Berlin Conference) unterzeichnet. Dieses Dokument, in dem die Beschlüsse, Vereinbarungen und Absichtserklärungen der drei Siegermächte festgehalten sind, wird als „Potsdamer Abkommen“ bezeichnet. Eine um acht Abschnitte gekürzte Fassung wurde unmittelbar nach Ende der Verhandlungen veröffentlicht. Diese Kurzfassung wurde unter dem Titel „Mitteilung über die Dreimächtekonferenz von Berlin“ im Amtsblatt des Kontrollrats in Deutschland veröffentlicht. Die Langfassung wurde am 24. März 1947 vom US-Außenministerium publiziert.

## Rechtlicher Charakter
In rechtlicher Hinsicht handelt es sich dabei nicht um einen internationalen Vertrag, sondern um ein gemeinsames Konferenzkommuniqué, eine gemeinsame Willens- beziehungsweise Absichtserklärung. Dieses Konferenzkommuniqué wird in der Regel, sachlich und rechtlich ungenau, als Abkommen von Potsdam bezeichnet.
Seine inhaltliche Bindung und Reichweite waren umstritten, da zwischen politischer und rechtlicher Wirkung deutlich zu unterscheiden ist.

## Inhalt des Protokolls
Am 1. August 1945 bestätigten Truman, Stalin und Attlee das Protokoll der Verhandlungen der Berliner Konferenz, das als „Potsdamer Abkommen“ Eingang in den allgemeinen Sprachschatz fand. Die Alliierten gaben im Anschluss daran am 2. August eine verkürzte Inhaltsangabe unter der Bezeichnung Mitteilungen über die Konferenz der drei Mächte heraus, die man für 30 Pfennige kaufen konnte.
Das von den Verhandlungspartnern unterzeichnete Protokoll enthält folgende 21 Punkte, die auch als sogenannte Potsdamer Beschlüsse bekannt sind:
- Einrichtung eines „Rates der Außenminister“ (Kap. I)
- Grundsätze für die Besetzung Deutschlands, darunter Deutschland als Wirtschaftseinheit zu belassen. (Kap. II)
- Bestimmungen über die deutschen Reparationen (Kap. III)
- Die deutsche Kriegs- und Handelsmarine sollte gleichmäßig zwischen der Sowjetunion, den Vereinigten Staaten und dem Vereinigten Königreich aufgeteilt werden. (Kap. IV)
- Das Vereinigte Königreich und die Vereinigten Staaten werden bei künftigen Friedensvertragsverhandlungen den sowjetischen Wunsch unterstützen, Königsberg und umliegendes Gebiet der Sowjetunion zuzusprechen. (Kap. V)
- Gerichtsprozess gegen die Hauptkriegsverbrecher, wie in der Moskauer Deklaration von 1943 angekündigt, soll nach Abschluss und Vorschlag der parallel stattfindenden Londoner Konferenz möglichst zeitnah abgehalten werden. (Kap. VI)
- Es soll nach dem Einmarsch von britischen und amerikanischen Besatzungstruppen in Wien geprüft werden, ob die österreichische provisorische Regierung für ganz Österreich zuständig sein soll. Gegen Österreich sollen keine Reparationsforderungen gestellt werden. (Kap. VII)
- Zu Polen wurde von den USA und dem Vereinigten Königreich die erfolgte Anerkennung der provisorischen Regierung erwähnt und zugesichert, das Eigentum des polnischen Staates dieser Regierung zur Verfügung zu stellen. Die drei Mächte wollten, dass freie Wahlen abgehalten werden und die heimkehrwilligen Polen sollten unterstützt werden, schnell nach Polen zurückkehren zu können und dort nicht benachteiligt werden. Unter Bezug auf die Konferenz von Jalta wurde die Oder-Neiße-Linie als vorläufige Grenze zu Deutschland bis zu einer endgültigen Friedensregelung vereinbart. Die dadurch betroffenen deutschen Gebiete und das Gebiet der ehemals Freien Stadt Danzig sollten nicht zur sowjetischen Besatzungszone gehören, sondern unter polnische Verwaltung gestellt werden. (Kap. VIII)
- Der Rat der Außenminister wird beauftragt, Vorschläge für Friedensverträge mit Italien, Finnland, Bulgarien, Ungarn und Rumänien zu erarbeiten, und die Regierungen wollen die schnelle Aufnahme diplomatischer Beziehungen auch vor dem Abschluss von Friedensverträgen mit diesen Ländern prüfen. Aus diesen Ländern soll die alliierte Presse frei berichten dürfen und die Aufnahme in die Vereinten Nationen soll abhängig vom Votum der Generalversammlung ermöglicht werden. Das mit Unterstützung der Achsenmächte etablierte spanische Regime mache einen Aufnahmeantrag Spaniens in die Vereinten Nationen nicht wünschenswert. (Kap. IX)
- Die Frage der Treuhandgebiete wurde erörtert. Die Entscheidung über die ehemaligen italienischen Kolonialgebiete sollte zusammen mit den Vorbereitungen für einen Friedensvertrag erfolgen und bei der für September geplanten Sitzung des Außenministerrates besprochen werden. (Kap. X)
- Die Sowjetunion legte einen Vorschlag zu einer Änderung des Vorgehens der alliierten Kontrollkommissionen in Rumänien, Bulgarien und Ungarn vor. Einer Fortentwicklung der drei Kommissionen wurde zugestimmt, wobei der sowjetische Vorschlag als Diskussionsgrundlage in den Protokollanhang aufgenommen wurde. (Kap. XI)
- „Ausweisung Deutscher aus Polen, der Tschechoslowakei und Ungarn“, wobei die Überführung in ordnungsgemäßer und humaner Weise erfolgen soll.(Kap. XII)
- Zur Klärung offener Punkte bezüglich der sowjetischen Demontage angelsächsischer Ölanlagen in Rumänien sollen zwei bilaterale Kommissionen gebildet werden, die zunächst die Fakten und Dokumente für eine spätere Klärung sammeln und prüfen. (Kap. XIII)
- sofortiger Abzug der alliierten Truppen aus Teheran und Beratung eines weiteren Abzugs aus dem besetzten Iran auf der für September 1945 geplanten Außenministerkonferenz (Kap. XIV)
- Die 1940 von Spanien besetzte Internationale Zone von Tanger wurde auf sowjetischen Wunsch besprochen. Die Delegationen hielten am internationalen Vorkriegsstatus fest und vereinbarten das Thema in Paris zusammen mit einem französischen Vertreter zu besprechen. (Kap. XV)
- Bezüglich einer Revision des Vertrags von Montreux den Bosporus, Marmarameer und Dardanellen betreffend sollten direkte Gespräche jeder Regierung mit der Türkei stattfinden. (Kap. XVI)
- Ein von den USA gemachter Vorschlag bezüglich nationaler Wasserstraßen soll auf der geplanten Sitzung des Außenministerrates in London genauer erörtert werden. (Kap. XVII)
- Die USA und Großbritannien schlugen die Wiederaufnahme der europäischen Konferenz zum Inlandstransport vor und die Sowjetunion sagte ihre Teilnahme zu. (Kap. XVIII)
- Jede der drei Regierungen informiert ihren Vertreter im Alliierten Kontrollrat für Deutschland über die Konferenzergebnisse, soweit sie dessen Aufgaben betreffen. (Kap. XIX)
- Der amerikanische Vorschlag, Reparationsleistungen nicht zu Lasten von alliiertem Eigentum (in den besetzten Gebieten) durchzuführen, wurde prinzipiell akzeptiert. Die weitere Konkretisierung und ein Vertragsentwurf sollten auf diplomatischen Kanälen erfolgen. (Kap. XX)
- Während der Konferenz fanden Treffen der Stabschefs der drei Regierungen statt. (Kap. XXI)

## Folgen

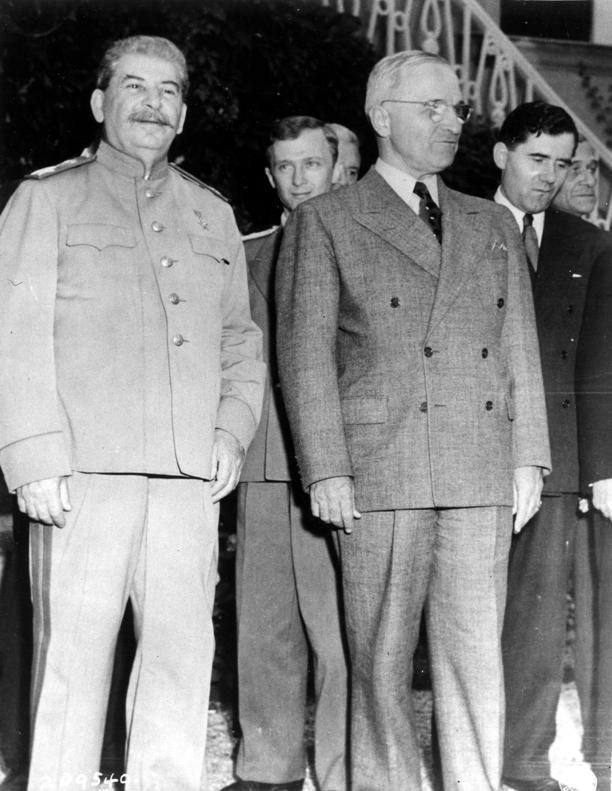
Der sowjetische Diktator Josef Stalin und US-Präsident Harry S. Truman bei der Konferenz. Dahinter: Wladimir N. Pawlow (hinten Mitte) und Andrej A. Gromyko (hinten rechts)

### Rat der Außenminister
Zur Vorbereitung einer internationalen Nachkriegsordnung und von Friedensverträgen richteten die drei Mächte einen Rat der Außenminister ein, zu dem auch Frankreich und National-China einen Vertreter entsenden sollten. Dieser Rat traf sich bis 1949 achtmal zu Konferenzen. Nur einmal, in London 1945, waren alle fünf Großmächte vertreten. Die Sowjetunion protestierte jedoch gegen die Beteiligung von China und Frankreich an der Friedensregelung für Osteuropa. Die Aufgabe, auf diesen Außenministerkonferenzen eine Einigung über die Nachkriegsordnung zu erreichen, wurde nur in geringem Umfang erfüllt, weil die Planungen der Großmächte unvereinbar waren. Die sowjetische Politik in Ostasien, im Nahen Osten und in Osteuropa lief den Interessen der USA zuwider, was schließlich zu einer Konfrontation des westlichen und östlichen Lagers führte.

### Deutschland
Die politischen Grundsätze für die Besetzung des Deutschen Reiches stellten praktisch eine Arbeitsanweisung für den Alliierten Kontrollrat in Berlin dar. Sie werden auch als die „4 D“ bezeichnet:
- Denazifizierung (auch: Entnazifizierung)

Die Entnazifizierung war eine Initiative der Alliierten nach ihrem Sieg über das nationalsozialistische Deutschland ab Mitte 1945. Bekräftigt durch das Potsdamer Abkommen sollte eine „Säuberung“ der deutschen und österreichischen Gesellschaft, Kultur, Presse, Ökonomie, Jurisdiktion und Politik von allen Einflüssen des Nationalsozialismus erfolgen.
Für Deutschland verabschiedete der Kontrollrat in Berlin ab Januar 1946 eine Vielzahl an Entnazifizierungsdirektiven, mittels derer man bestimmte Personengruppen definierte und anschließend einer gerichtlichen Untersuchung zuführte.
- Demilitarisierung (auch: Entmilitarisierung)

Die Demilitarisierung beziehungsweise Entmilitarisierung hatte den vollständigen Abbau der Armee und die Abschaffung jeglicher deutschen Rüstungsindustrie zum Ziel (→ Demontage), damit von Deutschland nie wieder die Gefahr eines militärischen Angriffs ausgehen konnte.
- Demokratisierung

Die endgültige Umgestaltung des deutschen politischen Lebens auf demokratischer Grundlage sollte vorbereitet sowie in ganz Deutschland alle demokratischen Parteien und Gewerkschaften erlaubt und gefördert werden.
Unter Berücksichtigung militärischer Sicherheit wurde die Freiheit der Rede, der Presse und der Religion gewährt.
Das Erziehungswesen in Deutschland sollte so überwacht werden, dass eine erfolgreiche Entwicklung der demokratischen Ideen möglich gemacht werde.
- Dezentralisierung

Ziel der Dezentralisierung war die Übertragung von politischen Aufgaben, Zuständigkeiten, Ressourcen und Entscheidungsbefugnissen an mittlere (z. B. Provinzen, Distrikte, Regionen) und untere Ebenen (Städte, Gemeinden, Dörfer). In der Wirtschaft sollte die exzessive Konzentration von Macht wie beispielsweise in Kartellen, Syndikaten, Großunternehmen und anderen monopolistischen Wirtschaftsunternehmen durch Dekartellierung beseitigt werden.

### Territoriale Entscheidungen

#### Nord-Ostpreußen (heute „Kaliningradskaja Oblast“)
Das 1946 als Verwaltungsgebiet geschaffene, heute zu Nordwestrussland gehörende Gebiet Kaliningrad wurde als nördliches Ostpreußen mit der Provinzhauptstadt Königsberg durch die Sowjetunion erobert und bereits mehrere Monate vor der Potsdamer Konferenz durch eine Verfassungsnovelle in ihr Staatsgebiet integriert; nachdem alle deutschen Ortsnamen russifiziert waren, wurde das Gebiet durch Verfassungsgesetz vom 25. Februar 1947 als Verwaltungseinheit (Oblast) unter dem Namen „Autonomer Oblast Kaliningrad“ in die RSFSR eingegliedert.
In Potsdam wurde der Antrag der Sowjetunion verhandelt, ihr die Stadt Königsberg und das umliegende Gebiet endgültig zu übergeben. In Artikel V des Abkommens heißt es hierzu, dass die „[…] Westgrenze der Union der Sozialistischen Sowjetrepubliken, [die] an die Ostsee grenzt, von einem Punkt an der östlichen Küste der Danziger Bucht in östlicher Richtung nördlich von Braunsberg-Goldap und von da zu dem Schnittpunkt der Grenzen Litauens, der Polnischen Republik und Ostpreußens verlaufen soll.“ Dieser Grenzverlauf, der von Sachverständigen noch überprüft werden solle, wurde unter den Vorbehalt der endgültigen Entscheidung territorialer Fragen bei der Friedensregelung gestellt. Die USA und Großbritannien sagten zu, den sowjetischen Antrag bei der kommenden Friedensregelung zu unterstützen. Grund hierfür war die fehlende Mitwirkung der deutschen Seite, weshalb gebietsbezogene Regelungen solange nur vorläufigen Charakter haben konnten.

#### Vorläufige Oder-Neiße-Grenze
Auch die Frage, welches Territorium Polen zugestanden werden sollte, wurde auf der Konferenz von Potsdam verhandelt. Inzwischen war eine neue polnische Regierung aus dem von Stalin protegierten Lubliner Komitee hervorgegangen, im Juni 1945 durch einige Exilpolen ergänzt und deswegen von den Westmächten noch vor der Potsdamer Konferenz anerkannt worden. Dass Polen ein Satellitenstaat Moskaus sein würde und die Legitimität seiner Regierung gering war, war offensichtlich. In formelhaften Erklärungen wurden freie und demokratische Wahlen zugesichert, alle Exilpolen sollten bald zurückkehren können.

##### Lausitzer Neiße oder Glatzer Neiße
Konfrontiert mit vollendeten Tatsachen, akzeptierten auch die beiden westlichen alliierten Siegermächte die polnische Verwaltung dieser Gebiete für die Zeit bis zu einer friedensvertraglichen Regelung. Strittig war zunächst auch noch, ob die Grenzziehung entlang der Lausitzer Neiße oder Glatzer Neiße erfolgen sollte. Eine solche Regelung hätte immerhin die östliche Lausitz komplett bei Deutschland belassen und die Teilung von Städten wie Görlitz und Guben vermieden. Letztlich einigte man sich auf die Lausitzer Neiße. Im Schlussdokument heißt es: „Die Häupter der drei Regierungen stimmen darin überein, daß bis zur endgültigen Festlegung der Westgrenze Polens, die früher deutschen Gebiete östlich der Linie, die von der Ostsee unmittelbar westlich von Swinemünde und von dort die Oder entlang bis zur Einmündung der westlichen Neiße und die westliche Neiße entlang bis zur tschechoslowakischen Grenze verläuft, einschließlich des Teiles Ostpreußens, der nicht unter die Verwaltung der Union der Sozialistischen Sowjetrepubliken in Übereinstimmung mit den auf dieser Konferenz erzielten Vereinbarungen gestellt wird und einschließlich des Gebietes der früheren Freien Stadt Danzig, unter die Verwaltung des polnischen Staates kommen und in dieser Hinsicht nicht als Teil der sowjetischen Besatzungszone in Deutschland betrachtet werden sollen.“

##### Stettin
Nachdem die Potsdamer Konferenz dem Grenzverlauf über die Lausitzer Neiße zugestimmt hatte, sollte zumindest die Oder als Grenzfluss genommen werden. Die Sowjetunion hatte bereits am 5. Juli 1945 die westlich der Oder liegende Stadt Stettin und die darin noch lebenden etwa 84.000 Deutschen der polnischen Verwaltung unterstellt. Der Besitz von Stettin und der Odermündung in das Stettiner Haff stellte eine wirtschaftliche Forderung Polens nach der Besitznahme des Oberschlesischen Industriegebiets dar.
Auf der Konferenz wurde keine konkrete Festlegung des nördlichsten Grenzabschnittes bei und seewärts von Stettin getroffen. Allerdings waren sich die Westalliierten und die Sowjetunion politisch insoweit darin einig, als der Hafen von Stettin dem polnischen Territorium zugeschlagen werden sollte. Grundsätzlich bestand Konsens zwischen den Siegermächten und „ausweislich des (Cohen-)Protokolls der Sitzung vom 31. Juli 1945 […] kein Zweifel […] über die Zuweisung Stettins zum polnischen Verwaltungsgebiet“.
Am 21. September 1945 wurde eine sowjetisch-polnische Vereinbarung unterzeichnet, „durch die [es] zu einer räumlichen Präzisierung der Abgrenzung zwischen sowjetischem Besatzungsgebiet einerseits und polnischem Verwaltungsgebiet andererseits [kam], welche die Grenzlinie nunmehr, den gesamten sog. ‚Stettiner Zipfel‘ umfassend, weit nach Westen vorschob.“ Dieses Abkommen zur einseitigen „formellen“ Fixierung der Grenze im Abschnitt Swinemünde–Greifenhagen „auf Kosten Deutschlands“ erfolgte auf eine conditio sine qua non, als die Ostgrenze Polens auf die Curzon-Linie und damit erheblich nach Westen zurückgeführt wurde. Bis heute ist es neben weiteren Dokumenten des Jahres 1945 „für den tatsächlichen Grenzverlauf […] grundlegend“, der schließlich in den später abgeschlossenen bilateralen Verträgen (Görlitzer Abkommen 1950, Warschauer Vertrag 1970 und deutsch-polnischer Grenzvertrag 1990) zur Bestimmung der Grenze zwischen Deutschland und Polen herangezogen wurde.

### Zwangsumsiedlungen und Vertreibungen
Zusammen mit den seit 1944 vor der vordringenden Roten Armee westwärts Geflohenen verloren mehr als zwölf Millionen Menschen ihre Heimat infolge Flucht und Vertreibung durch polnische Miliz und örtlich gebildete polnische Verwaltungsbehörden. Unter Missachtung der Atlantik-Charta wurde von den drei auf der Potsdamer Konferenz vertretenen Siegermächten dagegen ausdrücklich die Zwangsaussiedlung der deutschen Bevölkerung aus traditionell deutsch besiedelten Gebieten „genehmigt“. Eine Option, sich für die Annahme einer anderen Staatsangehörigkeit zu entscheiden, wurde den ansässigen Deutschen, anders als nach dem Vertrag von Versailles 1920 oder beim Bevölkerungsaustausch in Südtirol von 1939 bis 1943, nicht eingeräumt. Artikel XII spricht in diesem Zusammenhang nur von einer „Überführung“ von Deutschen aus Polen, der Tschechoslowakei und Ungarn, also nicht aus dem deutschen Reichsgebiet.
Tatsächlich umfassten die betroffenen deutschen Siedlungsgebiete:
- im heutigen Polen das südliche Ostpreußen mit den Regionen Masuren und dem Oberland; Hinterpommern mit Stettin und dem Oderdelta; Neumark Brandenburg, Grenzmark Posen-Westpreußen, Niederschlesien und Westoberschlesien sowie Gebiete, die seit 1919 dem Deutschen Reich abgesprochen wurden, in denen aber nach wie vor viele Deutsche lebten: Provinz Posen, Ostoberschlesien, Kulmerland und außerdem Pommerellen, aus dem die Freie Stadt Danzig und der Polnische Korridor entstanden war;
- in der Tschechoslowakei das Sudetenland sowie Prag und die deutschen Sprachinseln in Zentral-Böhmen und -Mähren;
- in Ungarn zahlreiche Städte und deutsche Streusiedlungen.

Die Überführung sollte „in ordnungsgemäßer und humaner Weise erfolgen“. Gleichzeitig werden die tschechoslowakische und polnische Provisorische Regierung sowie der Alliierte Kontrollrat in Ungarn ersucht, weitere Ausweisungen einzustellen, bis die Westalliierten die Aufnahmekapazität im Westen festgestellt hätten.
Zum Zeitpunkt der deutschen Kapitulation hatte in den vorgesehenen Vertreibungsgebieten noch schätzungsweise die Hälfte von vormals 15 Millionen Deutschen gelebt. Flucht und Vertreibung setzten bereits vor Abschluss des Potsdamer Abkommens ein, bereits im Winter 1944/45 kamen Tausende dabei um. An Todesopfern werden heute etwa 600.000 Deutsche und Deutschstämmige geschätzt, die in den Jahren 1944 bis 1947 bei Flucht oder Vertreibung starben. Privates Eigentum der Ost- und Sudetendeutschen und Eigentum deutscher Kirchen in diesen Gebieten wurde von Polen und der Tschechoslowakei als Reparationen konfisziert. Bis Ende der 1950er-Jahre migrierten noch etwa vier Millionen deutsche oder deutschstämmige Aussiedler als mittelbare Folge dieser Vertreibungen in die im Aufbau befindlichen beiden deutschen Staaten.
Die Verantwortlichen waren sich bewusst, dass einer künftigen friedensvertraglichen Regelung kaum Spielraum gegeben war, als den geschaffenen Status anzuerkennen. Die Westalliierten traten dem sowjetischen Machtstreben zu Beginn nicht entschlossen entgegen, was später beispielsweise auch die Berlin-Blockade ermöglichte.
Die angebliche Legitimierung der zu dieser Zeit andauernden Vertreibungen der deutschen Zivilbevölkerung aus den Ostgebieten wurde später scharf kritisiert.